# Panne de courant de juillet 2012 en Inde
Une panne de courant s'est produite en juillet 2012 en Inde, d'abord le 30 juillet 2012 dans 14 territoires du Nord de l'Inde, puis une autre panne le 31 juillet, qui a touché 20 territoires. Il s'agit de la panne la plus importante de l'histoire en nombre d'individus concernés : près de 670 millions,,, environ la moitié de la population indienne. Durant la soirée du 31 juillet 2012, le courant est rétabli dans le Nord, également dans la capitale New Delhi, et dans la moitié de l'Est.

## Historique

### 30 juillet
À 2 h 35 IST (21 h 5 UTC le 29 juillet), toutes les grandes centrales électriques des zones concernées cessent d'alimenter le réseau. Les officiels décrivent cette panne comme la « pire jamais vue ».
Durant la journée de la panne, le ministre de l'énergie Sushil Kumar Shinde (en) explique que la cause exacte de cette panne est inconnue, mais que la demande d'électricité était « au-delà de la normale ».
Plus de 300 millions d'individus étaient sans courant, soit environ un quart de la population en Inde. Des réseaux ferroviaires et aéroportuaires ont été arrêtés jusqu'à 8 h. Cependant, l'Aéroport international Indira Gandhi de New Delhi est resté en service grâce à un générateur de secours.
La panne a causé le « chaos » à l'heure de pointe du lundi matin ; les signalisations dans les transports notamment ne fonctionnaient plus. Les trains ont été immobilisés durant trois à cinq heures. De nombreux services hospitaliers ont fait part de problèmes bien qu'ils soient alimentés par des générateurs de secours. Les services de traitement des eaux ont également été fermés. 80 % du courant a été rétabli en 15 heures.

### 31 juillet
Une deuxième panne de courant est survenue à 13 h 32 IST (7 h 32 UTC), près du Taj Mahal, entraînant en cascade des coupures sur les réseaux nord, est et nord-est de l'Inde.
670 millions de personnes ont été affectées, soit la moitié de la population. La panne est attribuée à une combinaison de facteurs structurels – l'Inde depuis 1951 ne parvient pas à atteindre les objectifs de production qu'elle se fixe pour faire face à l'accroissement de sa population et à la hausse du niveau de vie et de consommation électrique – et conjoncturels : une sécheresse a diminué en 2012 les capacités de production hydro-électriques. La capacité de production électrique de l'Inde est de 203 gigawatts, pour une population de 1,2 milliard d'habitants. L'Inde cherche à augmenter sa capacité de 76 gigawatts supplémentaires, ce qui nécessiterait des investissements à hauteur de 400 milliards de dollars.

## Investigation
Le comité d'investigation composé de S. C. Shrivastava, A. Velayutham et A. S. Bakshi a fourni un rapport le 16 août 2012 qui a conclu que quatre événements étaient responsables des deux jours de pannes :
- faible interconnexion des réseaux de transport du fait de plusieurs indisponibilités (planifiées et avaries) ;
- surcharge de la liaison 400 kV Bina–Gwalior–Agra ;
- action inadéquate du dispatching national à la suite des instructions des dispatchings régionaux pour réduire le transit entre l'excès de consommation au Nord et l'excès de production à l'Ouest ;
- perte de la liaison Bina–Gwalior à la suite du dysfonctionnement de ses systèmes de protection.

Le comité a proposé plusieurs recommandations pour parer aux futurs incidents, dont un audit des systèmes de protection.